# Staffan Normark

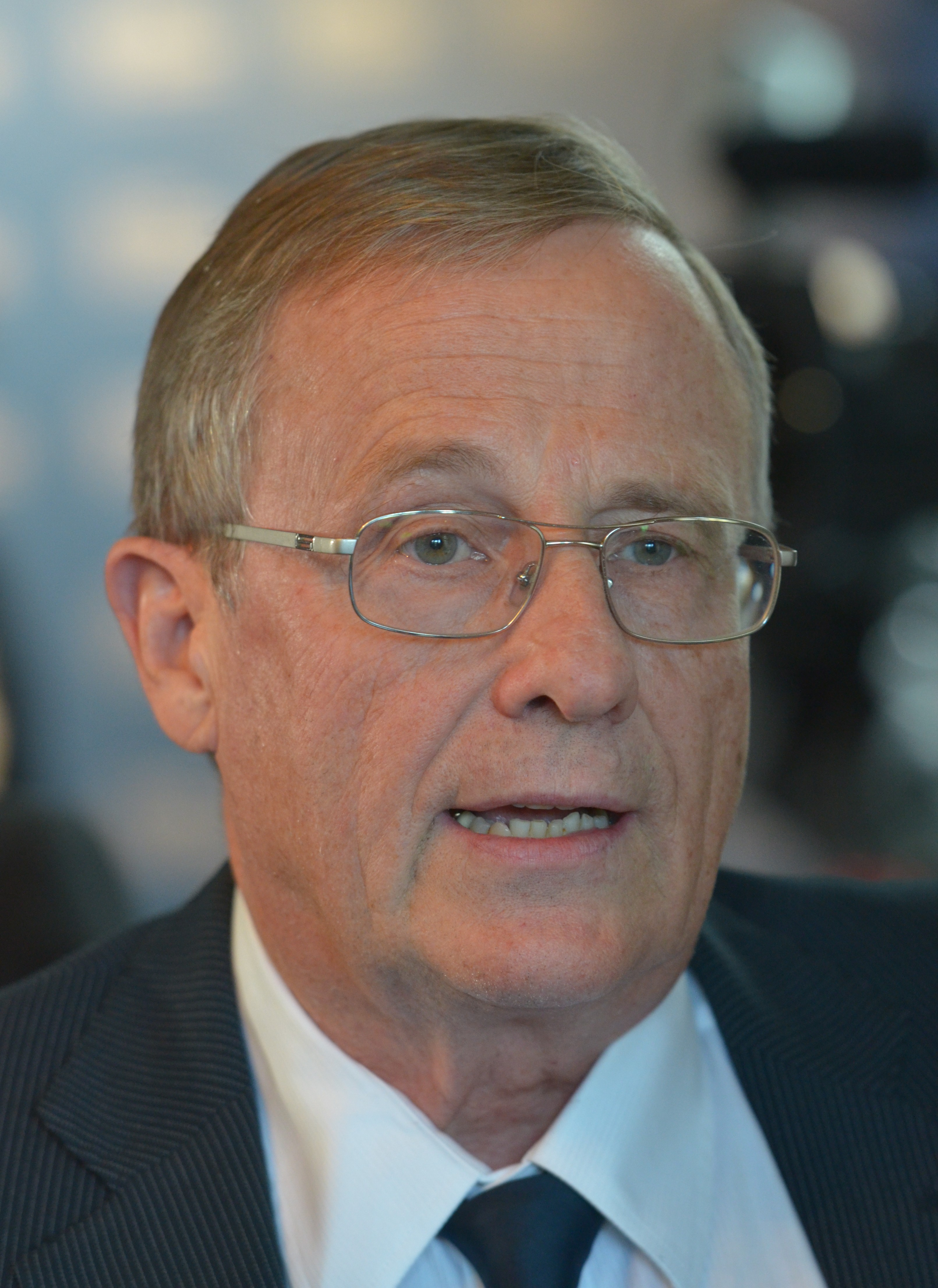
Staffan Normark 2012.

Jan Staffan Normark, född 28 februari 1945, är en svensk läkare, mikrobiolog och forskare inom infektionsområdet. 

## Biografi
Staffan Normark växte upp i Umeå och disputerade 1971 vid Umeå universitet. I slutet av 1970-talet var han en av de första svenska forskare som började använda den då nya gentekniken för infektionsrelaterad forskning, och 1980 blev han professor vid Umeå universitet. 1989 blev han som professor i molekylär mikrobiologi till Washington University i Saint Louis, USA. 1993 återvände han till Sverige som professor i smittskydd, särskilt klinisk bakteriologi, vid Karolinska Institutet. Från 1999 till 2005 var han verkställande direktör för Stiftelsen för strategisk forskning (SSF). 2008 var han verksam vid Umeå universitet för att bygga upp en forskargrupp inom bioinformatik och infektionsforskning. Hans forskning under 2000-talet har bland annat gällt pneumokocker.
Staffan Normark blev ledamot av Vetenskapsakademien 1987 och tillträdde den 1 juli 2010 som akademiens ständige sekreterare, en post han innehade till den 1 juli 2015. Han invaldes 1999 som ledamot av Ingenjörsvetenskapsakademien.
1992 tilldelades Staffan Normark Göran Gustafssonpriset i medicin.
Staffan Normark är gift med Birgitta Henriques Normark, som också är professor och forskare inom infektionsområdet.

### Fotnoter
1. ↑  Normark, Staffan (1971) (på engelska). Genetic, physiological and ultrastructural studies on a chain-forming mutant of Escherichia coli K12 with increased sensitivity to several antibiotics. Umeå. Libris 27391
2. ↑  ”Umeå universitet, 24 november 2008: Staffan Normark – en världsledande infektionsforskare har återvänt”. Arkiverad från originalet den 5 juni 2011. https://web.archive.org/web/20110605233937/http://www.umu.se/om-universitetet/pressinformation/pressmeddelanden/nyhetsvisning/?contentId=15501#. Läst 16 april 2010.
3. 1 2  Kungl. Vetenskapsakademien: Staffan Normark blir ny ständig sekreterare Arkiverad 14 december 2010 hämtat från the Wayback Machine., pressmeddelande 15 april 2010
4. ↑  Karolinska Institutet: Staffan Normark, läst 16 april 2010
5. ↑  ”Karolinska Institutet: Birgitta Henriques Normark”. Arkiverad från originalet den 4 december 2023. https://web.archive.org/web/20231204040632/https://staff.ki.se/people/birgitta-henriques. Läst 6 oktober 2022.